# Xylopia platypetala
Xylopia platypetala är en kirimojaväxtart som beskrevs av Robert Elias Fries. Xylopia platypetala ingår i släktet Xylopia och familjen kirimojaväxter. Inga underarter finns listade i Catalogue of Life.